# Hình tượng con chó trong văn hóa
Trong nét văn hóa và tâm linh của một số dân tộc, chó là động vật thân thiết gắn bó từ rất lâu đời với người chủ nói riêng và con người nói chung, những đức tính của chó được tôn vinh như trung thành, thông minh, quan tâm đến chủ... nó là bạn gần gũi của con người, chó canh gác nhà cửa cho con người, thậm chí có nơi chó được thờ cúng tại các đền thờ, miếu mạo, Trong văn hóa Á Đông chó được xếp vào 12 con giáp ở vị trí thứ 11 với chi Tuất và một trong những con vật thuộc lục súc. Trong quan niệm của người Việt thì chó là con vật có thể đem đến những điều may mắn, mang đến thuận lợi và nhiều niềm vui (mèo đến nhà thì khó, chó đến nhà thì sang).
Ở rất nhiều nơi trên thế giới, con chó được trân trọng và nâng niu, người ta cũng đặt Các chòm sao được đặt tên chó gồm: Tiểu Khuyển, Đại Khuyển và Lạp Khuyển. Bên cạnh đó chó cũng là đối tượng bị khinh rẻ, coi thường, nó được xem như một con vật bẩn thỉu, ngu dốt và đáng khinh. Người ta hay thóa mạ nhau bằng những câu chửi, tiếng lóng, thuật ngữ, có nhắc đến con chó như: đồ chó, đồ con chó, đồ chó má, đồ chó đẻ, đồ chó săn, thằng chó, chó chết, thằng chó chết, đồ chó cái (ám chỉ gái mại dâm), chó ghẻ, ngu như chó, lạnh như chó, cẩu nô tài (ám chỉ những kẻ tay sai), tuồng chó lợn, đồ chó vô chủ, đám chó hoang, chó chui gầm chạn....

## Trong tín ngưỡng
Tục thờ chó khá phổ biến ở nhiều dân tộc trên thế giới, và có ở hầu khắp thần thoại các dân tộc ở Đông Nam Á lục địa. Ban đầu tục này xuất phát từ các dân tộc chăn nuôi gia súc khu vực Tây Nam Á, với vai trò canh giữ đàn gia súc. Sau đó có thể người Ấn–Âu từ thời đồng thau đã mang vào Đông Á truyền thống chăn nuôi cùng với tín ngưỡng thờ chó. Trong thần thoại vùng Địa Trung Hải và Cận Đông, hình tượng chó, kẻ canh giữ gia súc đã sớm chuyển thành kẻ canh giữ thế giới âm phủ. Ở Trung Quốc, Chó Bắc Kinh được coi là những con chó thiêng liêng, thần thánh mà được kính trọng như theo một truyền thuyết về Thạch sư với khả năng xua đuổi tà ma cho gia chủ.
Huyền thoại ở nhiều nước trên thế giới đều có liên quan đến chó như: Thiên khuyển, Cerbère (chó Ngao Xéc-be) và gắn liền với Thần Chết, với âm phủ, với hạ giới, theo đó chó có nhiệm vụ dẫn hồn, dẫn dắt con người trong bóng đêm của cõi chết. Người Mexico cổ nuôi những con chó chuyên để làm bạn đồng hành và dẫn đường cho những người chết sang thế giới bên kia. Tại Nouvelle - Guinée, nhiều bộ tộc cho rằng con chó đã đánh cắp lửa của chủ nhân đầu tiên là con chuột. Trong quan niệm của người Mường, Gà và Chó đóng vai biểu tượng của Sống (sáng) và Chết (tối) ở hai thế giới đối nghịch nhau trong không gian, đại diện cho các loài sống dưới thấp, trên mặt đất. Ở Nhật Bản, chó là bạn trung thành của người. Trong Đạo Hồi con chó thành hình ảnh của tất cả những gì xấu xa đê tiện nhất trong thế gian, tự đồng hoá mình với con chó ăn xác chết, chó là biểu tượng của sự tham lam, sự phàm ăn.

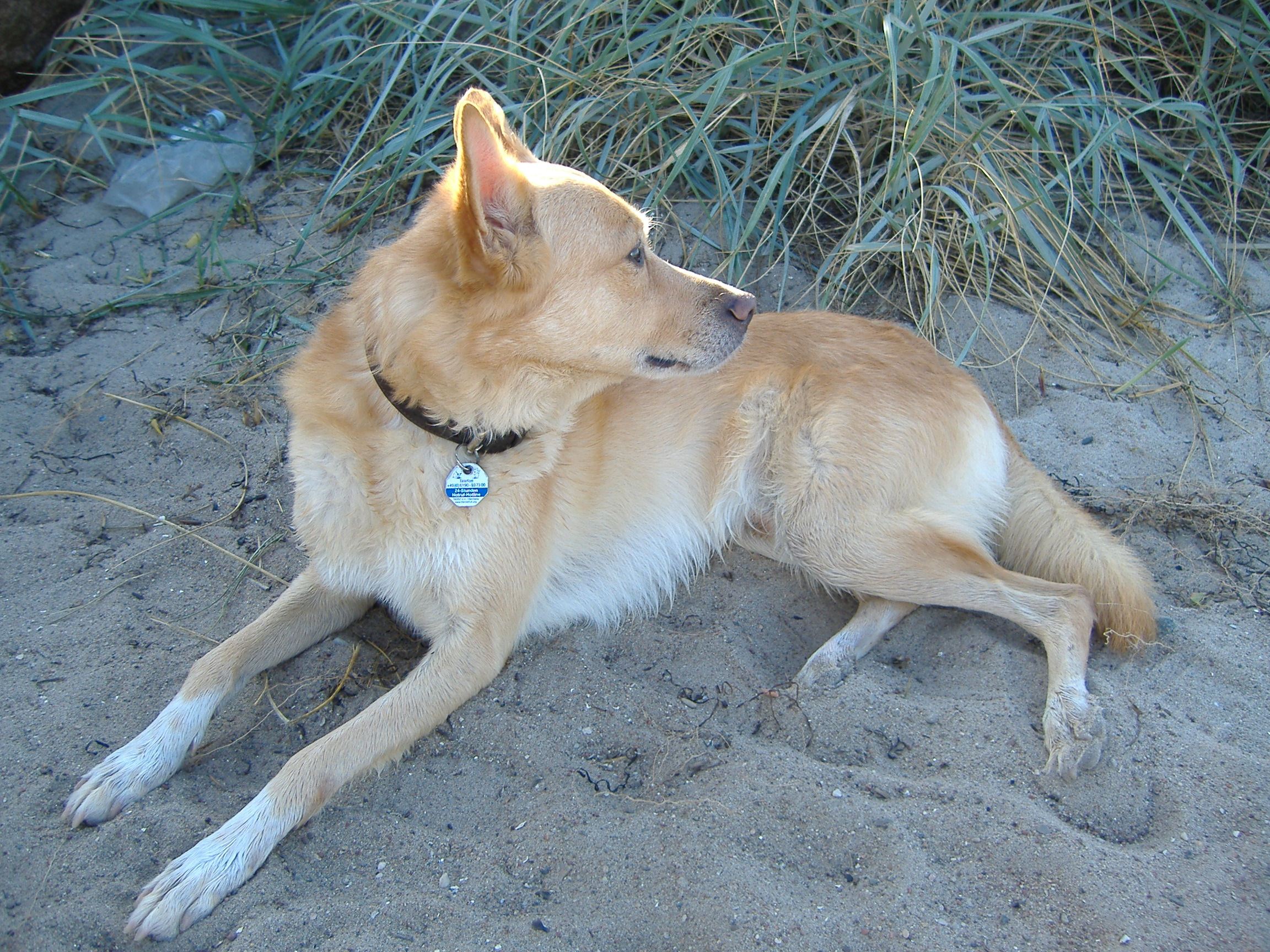
Một con chó vàng

Ở Việt Nam, nhất là miền Bắc, thịt chó được một bộ phận dân cư đặc biệt ưa chuộng, cội nguồn ăn thịt chó bắt đầu từ lễ hiến tế chó trong tín ngưỡng dân gian. Người ăn đầu tiên là thầy cúng, thầy phù thủy mà cũng chỉ ăn lén, ăn vào lúc tối trời, đêm hôm. Do mặc cảm tội lỗi xưa nay chẳng ai nói toạc ra là ăn thịt chó. Do kiêng kỵ nên người ta nói chệch là ăn thịt cầy, mộc tồn ("cây còn" nói lái của "con cầy"). Quan niệm người Việt mê tín dị đoan từ trước đến nay vẫn cho rằng: ăn thịt chó đầu năm, đầu tháng thì sẽ không tốt, không gặp may mắn trong cả năm, cả tháng đó; nhưng ăn thịt chó vào cuối năm, cuối tháng hoặc sau khi gặp một chuyện không hay thì lại là xua đuổi cái "vận đen" đi.

### Vật tổ
Người Murut ở bắc Bornéo, chó vừa là tổ phụ huyền thoại vừa là anh hùng khai hoá, là đứa con đầu lòng của quan hệ loạn luân giữa một người đàn ông với em gái duy nhất của mình sống sót sau một cuộc đại hồng thủy. Trong tín ngưỡng của người Cơ Tu, con chó chính là vật tổ của họ. Truyền thuyết kể rằng, thuở xưa có một trận đại hồng thủy tiêu diệt muôn loài, chỉ còn một cô gái và một con chó sống sót nhờ trốn vào một chiếc trống. Cô gái sống cùng với con chó như vợ chồng, sinh ra hai người con, một trai, một gái. Lớn lên, người con trai xuống đồng bằng, người con gái ở lại miền núi. Cuối cùng hai người lại gặp lại và lấy nhau, sinh ra một quả bầu. Từ quả bầu đó, người Cơ Tu, người Bru, người Tà Ôi, người Việt ra đời.
Truyền thuyết về ông tổ chó cũng còn thấy ở nhiều dân tộc khác ở Việt Nam như Xê Đăng, S’tiêng, Giẻ Triêng, Chăm, Dao, Lô Lô… Ngày nay người Dao vẫn coi mình là con cháu của Bàn Hồ do đó họ có tục thờ chó, trang phục mô phỏng chó hay trang trí hình chó và để tóc kiểu chó. Cách để tóc mái bằng trước trán mà người Pháp gọi là "theo kiểu chó" (à la chien) ở người Cơ Tu, đó là kiểu để tóc thường thấy ở một số nhóm Xê Đăng, Tà Ôi, Bru (các tộc cùng có truyền thuyết về ông tổ chó), người Cơ Tu ở Quảng Nam bị gọi là "mọi có đuôi" vì nam giới Cơ Tu thường để đuôi khố dài phía sau. Người Pa Cô còn giữ tục kiêng giết và ăn thịt chó như con vật tổ. Truyền thuyết của người Pa Cô kể lại rằng, bà tổ và ông tổ chó vẫn sống cùng nhau ở nơi đất liền với trời. Người Khuyển Nhung tự xưng tổ tiên là hai con chó trắng (Bạch Khuyển), sùng bái vật tổ chó trắng.

### Thờ chó đá
Chó đá ở nông thôn Trung Hoa có chức năng canh giữ yêu quái vào làng nhưng không có vai vế như thần Thổ Địa, không thấy thắp nhang, trẻ con có thể tuỳ tiện cưỡi lên lưng nó. Ở Lạng Sơn nhiều nơi cũng có tục thờ chó đá như: Chi Lăng, Đồng Mỏ, Khòn Lèng, Thất Khê, Tràng Định, Đồng Đăng, Cao Lộc… Ở người Việt có phong tục đặt chó đá trước cổng nhà, đền miếu để đuổi ma quỷ. Hình thức chó đá giữ vai trò canh gác là khá phổ biến ở nông thôn, ở huyện Đan Phượng (Hà Tây) có hai nơi thờ phụng chó. Một bệ thờ chó đá ngoài vườn, trước cửa đình thôn Phù Trung, xã Thượng Mỗ. Một bệ thờ chó đá khác nằm cạnh quần thể di tích chùa Phúc Khánh và đình làng Địch Vĩ, xã Phương Đình. Tại chùa Cầu (Hội An, Quảng Nam) hiện còn đôi chó khắc bằng gỗ ngồi chầu do các nghệ nhân làng mộc Kim Bồng tạo tác do chùa Cầu được xây dựng vào năm Tuất.
Ở nhiều địa phương người dân vẫn giữ tục chôn chó đá trước cửa, thậm chí thờ và kính cẩn gọi là cụ Thạch, Thần cẩu, quan lớn Hoàng Thạch. Trong quan niệm của người Việt xưa, chó là con vật trung thành và mang lại nhiều may mắn. Chó bình thường chỉ coi được phần dương, muốn canh giữ phần âm thì phải nuôi chó đá. Tục thờ chó được biểu hiện dưới nhiều hình thức. Người Việt thường chôn chó đá trước cổng như một linh vật với ý nghĩa cầu phúc, trừ tà hoặc đặt chó đá trên bệ thờ và coi như một bậc thần linh. Chó đá trong nhà thường nhỏ, mang dáng vẻ hiền lành, không to lớn như chó đá ở đình, đền, phủ. Hình thức thờ chó đá khá phổ biến ở nông thôn, các vùng quanh Hà Nội như Hà Tây (cũ), Bắc Ninh, Bắc Giang, Hưng Yên… 
Ở mỗi vùng, hình thức thờ chó đá cũng khác nhau. Người Tày, Nùng một số nơi ở Lạng Sơn có tục chọn ngày tốt để đặt con chó đá trước cửa trông nhà và trừ tà ma. Với người Dao, hình ảnh con chó được biểu hiện trên trang phục. Người Pa Cô trong tộc người Cơ Tu còn kiêng giết thịt, coi con chó như vật tổ truyền. Ngày nay, người Việt một số nơi không chôn chó đá ở trước cửa nhưng vẫn mua chó gốm về để bày trong nhà, vừa xua đuổi tà ma, vừa làm vật trang trí.

## Trong văn hóa
Hình tượng con chó được một số nghệ sĩ như nhà văn, họa sĩ, nhà điêu khắc trong giới mỹ thuật quan tâm trong sáng tác, tạo thành hình tượng nghệ thuật, dù vậy hình tượng con chó trong mỹ thuật có lẽ hiếm thấy hơn các con vật khác như: Rồng, ngựa, hổ... Ở phương Đông, người ta xem thường hình tượng con chó hơn phương Tây. Cho nên, những nghệ sĩ thật sự dành cảm xúc trước hình tượng con vật này cũng rất hiếm. Một số họa sĩ có vẽ chó nhưng ít diễn tả nó với cách nhìn đơn lẻ mà có sự phối hợp với hình tượng khác như vẽ chó cùng người trong cuộc đi săn, ít khi được coi là đối tượng chính trong tư duy sáng tác. 
Trong lĩnh vực điện ảnh, con chó cũng có những vai diễn trong các phim của Hollywood hoặc hãng Walt Disney sản xuất như: Trở về nước, Chuyến du lịch kỳ lạ, chó Benji trong Benji, chú chó săn, Cleo trong bộ phim truyền hình nhiều tập Sự lựa chọn của con người, chó Asta trong phim Người đàn ông mảnh khảnh, những con chó phim hoạt hình của Walt Disney như Goofy lần tiên xuất hiện trong phim Mickey's Revue (1932), Pluto lần đầu tiên trong phim The Chain Gang (1930), những con chó đốm trong phim 101 con chó đốm đã để lại ấn tượng về những cá tính của các diễn viên do sự sáng tạo tinh tế của các họa sĩ ngoài ra còn bộ phim Cáo và chó săn. Một số bộ phim như:
- Phim Bác Fyodor, con chó và con mèo, (tiếng Nga: Дядя Фёдор, пёс и кот)
- Phim Chú chó Mukhtar, hay Mukhtar trở lại (tiếng Nga: Возвращение Мухтара)
- Phim Kế hoạch «Y» và những cuộc phiêu lưu khác của Shurik
- Phim Ba gã cùng thuyền, chưa kể con chó, (tiếng Nga: Трое в лодке, не считая собаки) là một bộ phim hài của hãng Lenfilm, công chiếu lần đầu năm 1979.
- Phim Bốn chàng lính tăng và một chú chó (phim), một bộ phim truyền hình dài tập do Konrad Nałęcki và Andrzej Czekalski đạo diễn.
- Phim Con chó săn của dòng họ Baskerville (tiếng Nga: Собака Баскервилей) là phần thứ ba trong loạt phim về những cuộc phiêu lưu của nhân vật thám tử Sherlock Holmes.

## Trong đời sống
Người ta còn dùng khái niệm Nút chân chó (sheepshank) là một loại nút dây dùng để rút ngắn một dây thừng hoặc thâu gọn phần dây chùng. Động tác bơi của loài chó cũng được con người học hỏi để phóng tác thành kiểu bơi chó, người bơi kiểu này thở đơn giản, thậm chí không cần ngụp đầu xuống nước. Trong quan hệ tình dục, những động tác giao phối của loài chó (chó lẹo) được con người mô phỏng và biến thể thành một trong những tư thế khi giao hợp, đó là tư thế kiểu chó tức người cho đưa dương vật vào từ phía sau, người nhận quỳ bằng cả tay và chân, thân song song mặt sàn. Người cho có thể nắm tóc của người nhận để làm điểm tựa và dễ điều khiển. Một biến thể của kiểu chó là người nhận chúi xuống phía trước, người cho có thể nâng hông của mình lên để có thể đưa dương vật vào sâu nhất.

## Những con chó
- Chó Ngao Cerberus: là con chó săn ba đầu của Hades với cái đuôi rắn, là con vật canh giữ ở cổng địa ngục.
- Con chó ma Padfoot trong huyền thoại ở Anh, ở đâu có Padfoot, ở đó có sự chết chóc. Padfoot có hình dáng giống một con chó đen khổng lồ, có khả năng tàng hình và thay đổi hình dạng mang theo những chuỗi âm thanh đáng sợ khi xuất hiện[7]
- Hao Thiên Khuyển: của Dương Tiễn là con vật trong truyện Tây Du Ký là con vật đã đánh hơi và tấn công Tôn Ngộ Không.
- Thiên Cẩu: Ở Nhật Bản là truyền thuyết về con chó thần bí
- Con chó Vàng trong tiểu thuyết Lão Hạc là con chó do con trai lão trước khi đi đồn điền cao su đã để lại. Lão vừa coi như con vừa coi như một ngời bạn trung thành. Tuy nhiên, vì gia cảnh nghèo khó không nuôi nổi nó nên ông lão đành cắn răng bán con chó đi. Lão đã rất dằn vặt bản thân mình khi mang một "tội lỗi" là đã nỡ tâm "lừa một con chó".
- Chó ba đầu Fluffy là sinh vật họ chó, xuất hiện duy nhất tại tập một trong Sinh vật huyền bí trong Harry Potter.
- Chó Hachikō nổi tiếng khắp Nhật Bản do trung thành với chủ ngay cả sau khi người chủ đã chết nhiều năm.
- Con chó săn của dòng họ Baskerville (The Hound of the Baskervilles) (1981), một con chó săn hound sát thủ trong câu chuyện về thám tử Sherlock Holmes trong phim cùng tên .

## Thành ngữ về chó
Trong số những con vật gần gũi với con người, không ai không nhắc đến con chó, khác với loài vật khác, hình ảnh chú chó xuất hiện khá nhiều trong thành ngữ, tục ngữ Việt Nam. Trong kho tàng tục ngữ, thành ngữ Việt Nam, có ít nhất 70 câu xuất hiện hình ảnh con chó.
- Chó ngáp phải ruồi: Chỉ sự may mắn ngẫu nhiên, chứ không phải do tài mà có đã được
- Chó chui gầm chạn: Chỉ về hoàn cảnh ở rể
- Chó cắn áo rách: Chỉ nghèo khó, cùng cực bị kẻ xấu làm hại, bóc lột thêm - kẻ bất lương làm hại người khốn khó
- Lên voi xuống chó
- Chó ăn đá, gà ăn sỏi: Chỉ nơi đất đai cằn cỗi, hoang vu
- Lạc nhà nắm đuôi chó, lạc ngõ nắm đuôi trâu
- Đánh chó phải ngó mặt chủ
- Chó nào chủ nấy
- Chó ỷ thế nhà, gà ỷ thế vườn: Muốn nói ai đó ỷ vào thế có lợi của mình mà hung hăng bắt nạt người
- Treo đầu dê, bán thịt chó
- Mèo đến nhà thì khó, chó đến nhà thì sang
- Chó húp cháo nóng
- Giỡn chó chó liếm mặt: Chỉ sự khình nhờn do quen biết
- Chó treo, mèo đậy: Nhắc đến việc có của phải biết cách giữ gìn
- Như chó với mèo: Chỉ sự xung khắc
- Chó chạy cùng sào
- Chó quen nhà, gà quen chuồng
- Chó khôn chớ cắn càn câu đối với câu: Lợn cấn ăn cám tốn
- Chó dữ mất bạn hiền
- Chó càn cắn giậu: khi nói đến kẻ hung hăng, gây gổ bừa bãi
- Chó cùng dứt đau
- Chó dại có mùa, người dại quanh năm
- Chó tháng ba, gà tháng bảy
- Ráng mở gà thì gió, ráng mỡ chó thì mưa
- Chó già giữ xương
- Chó liền da, gà liền xương
- Chó giữ nhà, mèo bắt chuột hay Chó giữ nhà, gà gáy trống canh: Chỉ sự phân công công việc
- Chó cứ sủa, đoàn người cứ đi
- Lợn rọ, chó thui
- Giả cầy người ăn như chó
- Trâu không có bắt chó kéo cày
- Chó khôn tha cứt ra bãi/chó dại tha cứt về nhà
- Chó ba năm mới nằm, gà ba lần vỗ cánh mới gáy
- Chó giống cha, gà giống mẹ: Một nhận xét về quy luật di truyền ở súc vật
- Mèo đàng, chó điếm: Chỉ người bất lương, lang thang vô dụng
- Không có chó bắt mèo ăn cứt
- Chó có chê cứt thì người mới chê tiền
- Chó chê cứt nát: Chê những kẻ tỏ ra khó tính hay đòi hỏi.
- Nói dai như chó nhai giẻ rách
- Hàm chó vó ngựa
- Chó chê mèo lắm lông: Phê phán kẻ khác không nhìn thấy lỗi mình mà chỉ nhìn thấy lỗi của người khác.
- Con không chê cha mẹ khó/Chó không chê chủ nghèo
- Khuyển mã chí tình: Tức là chó và ngựa là hai con gắn bó với người nhất
- Ra sức khuyển mã
- Sống trên đời ăn miếng dồi chó/Chết xuống âm phủ biết có hay không
- Cẩu thả
- Chó sủa là chó không cắn
- Chó khôn chẳng sủa chỗ không
- Lắt nhắt như chó đái
- Chó chạy đường cùng
- Chó đá vẫy đuôi: chỉ về chuyện không có thực
- Đen như chó mực
- Chó nhà nào sủa nhà ấy
- Mang chết chó cũng lè lưỡi: làm hại được người khác thì mình cũng thiệt thòi
- Chỉ chó mắng mèo: Ngầm ý nhắc nhở
- Chó già gà non
- Tuồng chó lợn hay phường chó lợn: Chỉ những hạng người đáng khinh
- Chó chết
- Chó hùa